# Sint-Anastasiabasiliek
De Sint Anastasia of ook Basilica di Sant'Anastasia al Palatino is een basiliek in Rome.

## Geschiedenis
De Sint Anastasia werd gebouwd aan het einde van de 3e eeuw en begin van de 4e eeuw in opdracht van, naar men aanneemt, door een Romeinse vrouw, genaamd Anastasia. De kerk kreeg sinds de synode van Efeze (499) ook de naam titulus Anastasiae en werd later gewijd aan de heilige met dezelfde naam Anastasia van Sirmium. De kerk werd verscheidene malen gerestaureerd. De laatste restauratie dateert van de 17e eeuw onder Paus Urbanus VIII.
Deze kerk heeft een band met Hiëronymus van Stridon, die hier de eucharistieviering zou gevierd hebben. Zijn beeltenis is te zien boven het altaar en is van de hand van Domenichino. 
De Sint-Anastasiabasiliek staat tussen de Palatijn en het Circus Maximus

## Titelkerk
De kerk is al minstens sinds de 11e eeuw een titelkerk en was de titelkerk van twee latere pausen: Piero Tomacelli en Giovanni Angelo Medici.
| Jaar       | Titel                    | Kardinaal                                         |
| ---------- | ------------------------ | ------------------------------------------------- |
| 1088-1115? | kardinaal-priester       | Giovanni da Gubbio                                |
| 1114-1116  | kardinaal-priester       | Teobaldo                                          |
| 1116-1122  | kardinaal-priester       | Bosone                                            |
| 1122-1126? | kardinaal-priester       | Teobaldo Boccapecora                              |
| 1126-1134? | kardinaal-priester       | Pierre                                            |
| 1134-1139  | kardinaal-priester       | Azzone degli Atti                                 |
| 1139-1142  | kardinaal-priester       | Ribaldo                                           |
| 1143-1156? | kardinaal-priester       | Ariberto                                          |
| 1158-1182? | kardinaal-priester       | Giovanni Pizzuti                                  |
| 1182-1189  | kardinaal-priester       | Andrea Boboni                                     |
| 1189-1190  | kardinaal-priester       | Boson                                             |
| 1191-1194  | kardinaal-priester       | Romano                                            |
| 1206-1213  | kardinaal-priester       | Roger                                             |
| 1216-1227  | kardinaal-priester       | Gregorio Theodoli                                 |
| 1320-1330? | kardinaal-priester       | Pilfort de Rabastens                              |
| 1342-1352  | kardinaal-priester       | Adhémar Robert                                    |
| 1356-1385  | kardinaal-priester       | Pierre de Monteruc                                |
| 1385-1389  | kardinaal-priester       | Piero Tomacelli                                   |
| 1385-1405  | Pseudokardinaal-priester | Jean Allarmet de Brogny                           |
| 1389-1405  | kardinaal-priester       | Enrico Minutoli                                   |
| 1408       | kardinaal-priester       | Vicente de Ribas                                  |
| 1432       | kardinaal-priester       | Guillaume Ragenel de Montfort                     |
| 1440-1449  | kardinaal-priester       | Giorgio Fieschi                                   |
| 1440-1441  | Pseudokardinaal-priester | Jordi d’Ornos                                     |
| 1449-1451  | kardinaal-priester       | Louis de La Palud                                 |
| 1457-1466  | kardinaal-priester       | Giacomo Tebaldi                                   |
| 1470-1479  | kardinaal-priester       | Giovanni Battista Zeno                            |
| 1480-1490  | kardinaal-priester       | Paolo Fregoso                                     |
| 1493-1500  | kardinaal-priester       | John Morton                                       |
| 1500-1505  | kardinaal-priester       | Antonio Trivulzio                                 |
| 1505-1513  | kardinaal-priester       | Robert Guibé                                      |
| 1517-1519  | kardinaal-priester       | Antoine Bohier                                    |
| 1519-1528  | kardinaal-priester       | Lorenzo Campeggio                                 |
| 1528-1535  | kardinaal-priester       | Antoine Duprat                                    |
| 1537       | kardinaal-priester       | Cristoforo Giacobazzi                             |
| 1537-1540  | kardinaal-priester       | Cristoforo Giacobazzi (in commendum)              |
| 1540-1547  | kardinaal-priester       | Robert de Lenoncourt                              |
| 1547-1550  | kardinaal-priester       | Francesco Sfondrati                               |
| 1550-1552  | kardinaal-priester       | Giovanni Angelo Medici                            |
| 1552-1556  | kardinaal-priester       | Giovanni Poggio                                   |
| 1557-1565  | kardinaal-priester       | Giovanni Michele Saraceni                         |
| 1565-1566  | kardinaal-priester       | Scipione Rebiba                                   |
| 1565-1566  | kardinaal-priester       | Pier Francesco Ferrero                            |
| 1566-1568  | kardinaal-priester       | Ludovico Simoneta                                 |
| 1568-1570  | kardinaal-priester       | Philibert Babou de la Bourdaisière                |
| 1570       | kardinaal-priester       | Antoine Perrenot de Granvelle                     |
| 1570       | kardinaal-priester       | Stanisław Hozjusz                                 |
| 1570-1572  | kardinaal-priester       | Cardinal Girolamo di Corregio                     |
| 1572-1578  | kardinaal-priester       | Gianfrancesco Gambara                             |
| 1578-1579  | kardinaal-priester       | Alfonso Gesualdo                                  |
| 1579-1583  | kardinaal-priester       | Zaccaria Delfino                                  |
| 1584       | kardinaal-priester       | Giovanni Francesco Commendone                     |
| 1584-1586  | kardinaal-priester       | Pierdonato Cesi                                   |
| 1586-1591  | kardinaal-priester       | Ludovico Madruzzo                                 |
| 1591-1592  | kardinaal-priester       | Giulio Canani                                     |
| 1592-1597  | kardinaal-priester       | Simeone Tagliavia d’Aragonia                      |
| 1599-1611  | kardinaal-priester       | Bonifazio Bevilacqua Aldobrandini                 |
| 1601-1618  | kardinaal-priester       | Bernardo de Rojas y Sandoval                      |
| 1621-1633  | kardinaal-priester       | Felice Centini                                    |
| 1634-1659  | kardinaal-priester       | Ulderico Carpegna                                 |
| 1659-1661  | kardinaal-priester       | Federico Sforza                                   |
| 1665-1676  | kardinaal-priester       | Carlo Bonelli                                     |
| 1676-1677  | kardinaal-priester       | Camillo Massimo                                   |
| 1677-1685  | kardinaal-priester       | Girolamo Gastaldi                                 |
| 1685-1691  | kardinaal-priester       | Federico Baldeschi Colonna                        |
| 1691-1704  | kardinaal-priester       | Giambattista Costaguti                            |
| 1706-1721  | kardinaal-priester       | Giandomenico Paracciani                           |
| 1721-1750  | kardinaal-priester       | Nuno da Cunha e Ataíde                            |
| 1751-1756  | kardinaal-priester       | Carlo Maria Sacripante                            |
| 1756-1758  | kardinaal-priester       | Giacomoi Oddi                                     |
| 1758-1763  | kardinaal-priester       | Carlo Vittorio Amedeo Delle Lanze                 |
| 1766-1771  | kardinaal-priester       | Ludovico Calini                                   |
| 1785-1801  | kardinaal-priester       | Muzio Gallo                                       |
| 1802-1804  | kardinaal-priester       | Ludovico Flangini Giovanelli                      |
| 1804-1816  | kardinaal-priester       | Ferdinando Maria Saluzzo                          |
| 1817-1820  | kardinaal-priester       | Francisco Antonio Javier de Gardoqui y Arriquíbar |
| 1822-1827  | kardinaal-priester       | Johann Casimir von Häffelin                       |
| 1829-1837  | kardinaal-priester       | Cesare Nembrini Pironi Gonzaga                    |
| 1838-1854  | kardinaal-priester       | Angelo Mai                                        |
| 1855-1861  | kardinaal-priester       | Karl August Graf von Reisach                      |
| 1861-1868  | kardinaal-priester       | Karl August Graf von Reisach (in commendum)       |
| 1874-1884  | kardinaal-priester       | Luigi Oreglia di Santo Stefano                    |
| 1884-1893  | kardinaal-priester       | Carlo Laurenzi                                    |
| 1894-1921  | kardinaal-priester       | Andrea Carlo Ferrari                              |
| 1921-1952  | kardinaal-priester       | Michael von Faulhaber                             |
| 1953-1979  | kardinaal-priester       | James Francis McIntyre                            |
| 1983-2019  | kardinaal-priester       | Godfried Danneels                                 |
| 2019-2024  | kardinaal-priester       | Eugenio Dal Corso                                 |

Sant'Agnese fuori le mura · 
Sant'Agnese in Agone · 
Sant'Agostino · 
Sant'Alberto Magno · 
Basilica di Santa Anastasia · 
Sant'Andrea al Quirinale · 
Sant'Andrea delle Fratte · 
Sant'Andrea della Valle · 
Sant'Andrea in Via Flaminia · 
Sant'Angela Merici · 
Santi Angeli Custodi a Città Giardino · 
Sant'Anselmo all'Aventino · 
Sant'Antonio da Padova all'Esquilino · 
Sant'Antonio da Padova in Via Tuscolana · 
Sant’Antonio di Padova a Circonvallazione Appia · 
Sant'Antonio in Campo Marzio · 
Sant'Apollinare alle Terme Neroniane-Alessandrine · 
Sant'Atanasio · 
Sant'Atanasio a Via Tiburtina · 
Santi Aquila e Priscilla · 
Santa Balbina · 
San Bernardo alle Terme · 
Santi Bonifacio e Alessio · 
San Callisto · 
San Camillo de Lellis · 
San Carlo ai Catinari · 
San Carlo al Corso · 
Basiliek van Santa Cecilia in Trastevere · 
San Cesareo in Palatio · 
Santa Chiara a Vigna Clara · 
San Clemente · 
San Corbiniano · 
Santi Cosma e Damiano in Via Sacra · 
San Crisogono · 
Santa Croce in Gerusalemme · 
Santa Croce in Via Flaminia · 
Sacro Cuore di Cristo Re · 
Sacro Cuore di Gesù · 
Sacro Cuore di Gesù agonizzante a Vitinia · 
Dio Padre Misericordioso · 
Santi XII Apostoli · 
San Domenico di Guzman · 
Santi Domenico e Sisto · 
Sant'Elena fuori Porta Prenestina · 
Sant'Eligio dei Ferrari · 
Sant'Emerenziana a Tor Fiorenza · 
Sant'Eugenio · 
Sant'Eusebio · 
Santi Fabiano e Venanzio a Villa Fiorelli · 
San Felice da Cantalice a Centocelle · 
Santa Francesca Romana · 
San Francesco a Ripa · 
San Francesco di Paola ai Monti · 
Friezenkerk · 
San Frumenzio ai Prati Fiscali · 
Il Gesù · 
Gesù Divino Lavoratore · 
San Giacomo in Augusta · 
San Gioacchino ai Prati di Castello · 
Santi Gioacchino e Anna al Tuscolano · 
San Giovanni a Porta Latina · 
San Giovanni Bosco in via Tuscolana · 
San Giovanni Crisostomo a Monte Sacro Alto · 
San Giovanni dei Fiorentini · 
Santi Giovanni e Paolo · 
Santi Giovanni Evangelista e Petronio · 
San Giovanni Maria Vianney · 
San Girolamo dei Croati · 
San Giuliano Martire · 
San Giustino · 
Gran Madre di Dio · 
San Gregorio Magno al Celio · 
San Gregorio Magno alla Magliana Nuova · 
San Gregorio VII · 
Sant'Ignazio · 
Sint-Jan van Lateranen · 
Sint-Juliaan-der-Vlamingen · 
San Leonardo da Porto Maurizio · 
San Leone I · 
San Liborio · 
San Lorenzo in Damaso ·  
San Lorenzo in Lucina · 
San Lorenzo in Panisperna · 
San Luca a Via Prenestina · 
San Luigi dei Francesi · 
Santuario della Madonna del Divino Amore · 
Madonna dell'Archetto - 
Santi Marcellino e Pietro · 
San Marcello al Corso · 
San Marco · 
Santa Maria ai Monti · 
Santa Maria Ausiliatrice in Via Tuscolana · 
Santa Maria Consolatrice al Tiburtino · 
Santa Maria degli Angeli e dei Martiri · 
Santa Maria dei Miracoli en Santa Maria in Montesanto · 
Santa Maria dell'Anima · 
Santa Maria della Pace · 
Santa Maria della Salute a Primavalle · 
Santa Maria della Scala · 
Santa Maria della Vittoria · 
Santa Maria delle Grazie a Via Trionfale · 
Santa Maria del Popolo · 
Santa Maria del Suffragio · 
Santa Maria di Monserrato · 
Santa Maria Domenica Mazzarello · 
Santa Maria Goretti · 
Santa Maria Immacolata a Grottarossa · 
Santa Maria in Aquiro · 
Santa Maria in Aracoeli · 
Santa Maria in Campitelli · 
Santa Maria in Cappella · 
Santa Maria in Domnica · 
Santa Maria in Transpontina · 
Santa Maria in Trastevere · 
Santa Maria in Trivio · 
Santa Maria in Vallicella · 
Santa Maria in Via · 
Santa Maria in Via Lata · 
Santa Maria Liberatrice a Monte Testaccio · 
Santa Maria Madre della Providenza a Monte Verde · 
Santa Maria Madre del Redentore a Tor Bella Monaca · 
Basiliek van Santa Maria Maggiore · 
Santa Maria Regina degli Apostoli alla Montagnola · 
Santa Maria Regina Mundi a Torre Spaccata · 
Santa Maria sopra Minerva · 
Santa Beata Maria Vergine Addolorata a piazza Buenos Aires · 
San Martino ai Monti · 
Natività di Nostro Signore Gesù Cristo a Via Gallia · 
Santi Nereo e Achilleo · 
San Nicola in Carcere · 
Santissimo Nome di Maria al Foro Traiano · 
Nostra Signora del Sacro Cuore · 
Ognissanti in Via Appia Nuova · 
Sant'Onofrio · 
Sint-Pancratiusbasiliek · 
Pantheon (Rome) · 
San Patrizio ·
Sint-Anna in Lateranen ·
Sint-Paulus buiten de Muren · 
Sint-Pietersbasiliek · 
Santi Pietro e Paolo a Via Ostiense · 
San Pietro in Montorio · 
San Pietro in Vincoli · 
Santa Prassede · 
Preziosissimo Sangue di Nostro Signore Gesù Cristo · 
Santa Prisca · 
Santa Pudenziana · 
Santi Quattro Coronati · 
Santi Quirico e Giulitta · 
Santissimo Redentore e Sant'Alfonso in Via Merulana · 
Santa Sabina · 
San Salvatore in Lauro · 
Sint-Sebastiaan buiten de Muren · 
San Silvestro in Capite · 
Santi Simone e Giuda Taddeo a Torre Angela · 
Sixtijnse Kapel · 
Santa Sofia a Via Boccea · 
Santa Susanna · 
Tempietto van San Pietro in Montorio · 
Santa Teresa al Corso d’Italia · 
Trinità dei Monti · 
Sant’Ugo · 
Beata Vergine Maria del Monte Carmelo a Mostacciano · 
Basilica di San Vitale